# Richmond-Wolfe (circonscription provinciale)
Richmond-Wolfe est un ancien district provincial du Québec qui a existé de la Confédération jusqu'à la fin du XIXe siècle. Le district n'eut qu'un seul député, Jacques Picard, élu pendant six mandats consécutifs.

## Historique
Le district électoral de Richmond-Wolfe est apparu sous ce nom en 1855 en tant que district représenté à l'Assemblée législative de la province du Canada. Il remplaçait le district Comté de Sherbrooke-Wolfe créé en 1853. Il a été conservé en 1867 lors de la Confédération canadienne.

## Liste des députés
| Années | Années      | Député         | Parti        |
| ------ | ----------- | -------------- | ------------ |
|        | 1867 -1871  | Jacques Picard | Conservateur |
|        | 1871 - 1875 | Jacques Picard | Conservateur |
|        | 1875 - 1878 | Jacques Picard | Conservateur |
|        | 1878 - 1881 | Jacques Picard | Conservateur |
|        | 1881 - 1886 | Jacques Picard | Conservateur |
|        | 1886 - 1890 | Jacques Picard | Conservateur |